# 바리 공습

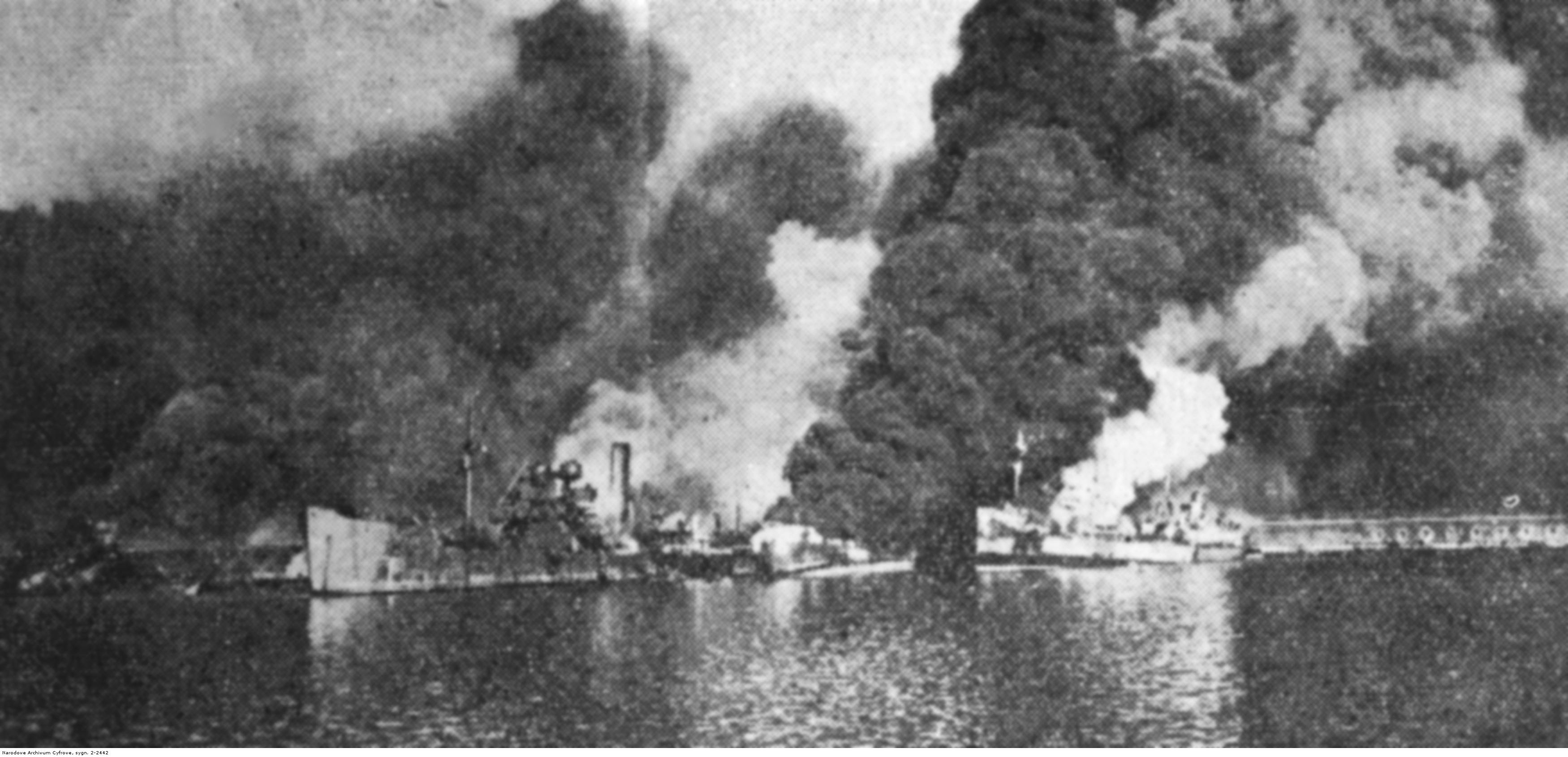
바리시에 대한 독일 공격 중 불타는 연합군 선박

바리 공습(Air raid on Bari, 독일어: Luftangriff auf den Hafen von Bari, 이탈리아어: Bombardamento di Bari)은 제2차 세계 대전 중인 1943년 12월 2일 이탈리아 바리 (도시)에서 연합국 (제2차 세계 대전)과 선박에 대한 독일 폭격기의 공습이다. 제2항공함대 (독일)의 독일 융커스 Ju 88 폭격기 105대는 항구 방어군을 놀라게 했고, 이탈리아 연합군 캠페인을 지원하는 선박과 인력을 폭격하여 바리 항구에서 스쿠너 한 척은 물론 화물선 27척을 침몰시켰다.
공격은 한 시간 남짓 지속되었고 1944년 2월까지 항구의 활동이 중단되었다. 난파된 화물선 중 한 척에서 방출된 머스터드 가스로 인해 인명 손실이 가중되었다. 영국과 미국 정부는 머스타드 가스의 존재와 그것이 습격 피해자들에게 미치는 영향을 은폐했다.